# Wieńczysław Chalecki
Wieńczysław Chalecki (ur. 23 lutego 1885 w Winnicy, zm. 1941) – major audytor Wojska Polskiego.

## Życiorys
Urodził się 23 lutego 1885 w Winnicy w Rosji. Ukończył studia prawnicze na Uniwersytecie w Kijowie.
26 lipca 1920 ochotniczo wstąpił do Wojska Polskiego. Był sędzią śledczym Sądu Polowego 4 Armii. Później był sędzią śledczym sądu Grupy Bieniakonie. Został zweryfikowany jako kapitan Korpusu Sądowego ze starszeństwem z dniem 1 czerwca 1919.
We wrześniu 1922 został podprokuratorem Wojskowego Sądu Okręgowego Nr II w Lublinie. Od 15 stycznia 1926 był sędzią śledczym Wojskowego Sądu Okręgowego Nr III w Wilnie. Zajmował się sprawami szpiegostwa i działalności komunistycznej, zyskując bardzo dobrą opinię przełożonych.
1 stycznia 1931 awansował na majora. Był prokuratorem przy Wojskowym Sądzie Okręgowym Nr III, a następnie sędzią orzekającym tego sądu. W 1934 przeszedł w stan spoczynku. Prowadził kancelarię adwokacką przy ul. Witebskiej 13 w Wilnie. Występował jako obrońca w procesach wojskowych.
Wiosną 1941 został aresztowany przez NKWD. Prawdopodobnie został zamordowany w nieznanym miejscu.

## Ordery i odznaczenia
- Srebrny Krzyż Zasługi (1930)[1]
- Medal Pamiątkowy za Wojnę 1918–1921
- Medal Dziesięciolecia Odzyskanej Niepodległości